# Сербская Википедия
Се́рбская Википе́дия (серб. Википедија на српском језику) — раздел Википедии на сербском языке. Создана 16 февраля 2003 года.
Сербскую Википедию следует отличать от Сербохорватской Википедии, ответвлением которой сербская Википедия является.
На 20 ноября 2009 года содержала 100 000 статей и являлась крупнейшей среди разделов на южнославянских языках.

## Статистика
По состоянию на 0:41 (UTC) 21 марта 2025 года раздел содержит 704 161 статью, занимая по этому параметру 22-е место среди всех языковых разделов.
В разделе зарегистрировано 412 402 участника, 15 из них имеют статус администратора; 2434 участника совершили какие-либо действия за последние 30 дней; общее число правок за время существования раздела составляет 29 087 325.
Данный раздел использует принцип добросовестного использования (fair use). В настоящее время общее количество загруженных в раздел файлов составляет 39 033.

## Особенности

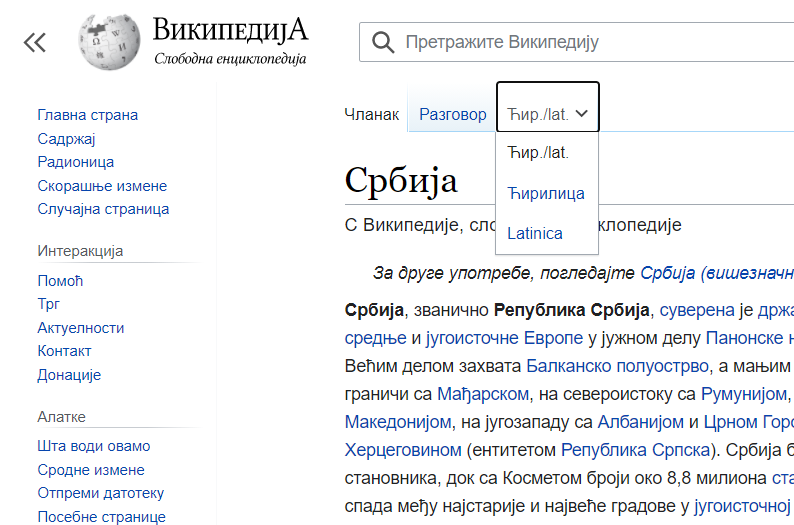
Интерфейс выбора Кириллицы/Латиницы

Сербская Википедия содержит систему преобразования текста, с которой может сравниться (в пределах всех проектов Фонда Викимедиа) лишь китайская Википедия. Любую статью можно просмотреть в разных вариантах — на кириллице и на латинице, что отражает употребление обеих этих систем письма в Сербии и Черногории.
Более того, ведётся работа над поддержкой двух различных диалектов: «экавского» и «екавского».
Успешный опыт сербской и китайской Википедий не был перенесён, однако, например, на белорусскую, где подобным образом могла бы быть решена проблема сосуществования двух норм языка.
Кроме того, технические инновации самой сербской Википедии всё же не позволили сохранить в Википедии единство сербохорватского языка — поскольку в Хорватии и мусульмано-хорватской части Боснии и Герцеговины принята только латиница, то только на неё и сориентированы соответственные языковые разделы.

## История

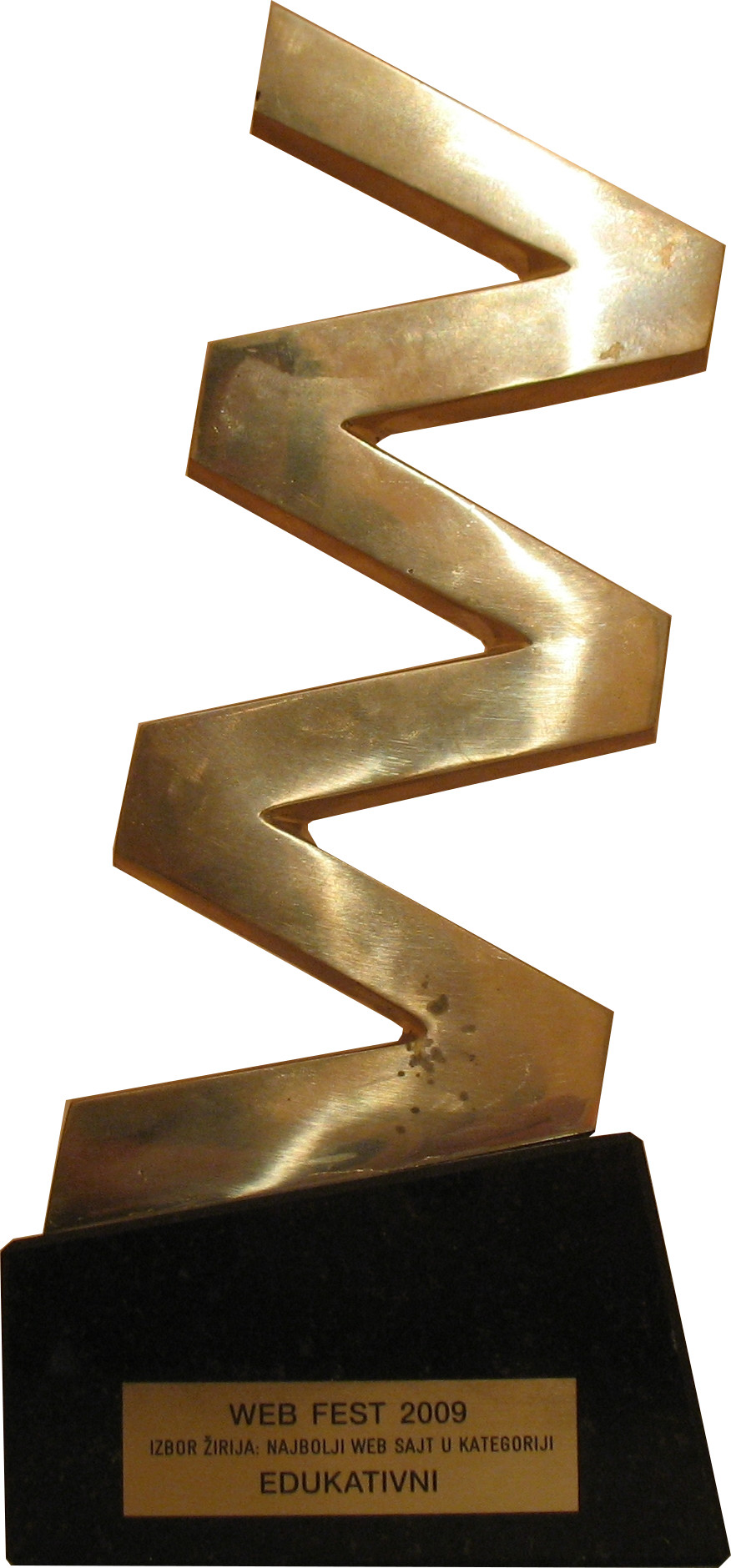
Премия Web Fest 2009 в категории лучший образовательный сайт в Сербии

Основана 16 февраля 2003 года, наряду с хорватской и боснийской. Главная страница была переведена с английского языка на сербский 22 апреля 2003 года.
В сентябре того же года пользователь Никола Смоленский (серб.) пишет основные статьи, а в октябре в журнале Svet kompjutera была опубликована его статья о Википедии. Это вызвало приток новых участников. Вскоре Сербский раздел обогнал сербохорватский.
С 15 февраля 2005 года раз в неделю проводятся встречи участников Сербской Википедии в Белграде.
- 23 августа 2007 года — 50 тыс. статей.
- 10 февраля 2009 года — 71 212 статей
- 24 июля 2009 года — 80 243 статей
- 24 сентября 2009 года — 96 860 статей
- 20 ноября 2009 года — 100 тыс. статей.
- 18 мая 2010 года — 114 616 статей
- 17 октября 2011 года — 5 млн правок
- 20 ноября 2011 года — 150 тыс. статей.
- 6 июля 2013 года — 200 тыс. статей. (за счёт ботозаливки коротких статей о муниципалитетах США)
- 28 июля 2014 года — 250 тыс. статей.
- 10 ноября 2014 года — 310 тыс. статей.
- 11 января 2018 года — 400 тыс. статей.
- 14 января 2018 года — 500 тыс. статей.
- 17 января 2018 года — 600 тыс. статей.